# Boing Spanyolország
A Boing Spanyolország (spanyolul: Boing España) a Boing rajzfilmadó spanyol adásváltozata, amely 2010. szeptember 1-jén indult.

## Műsorai
- Yu-Gi-Oh!
- Yu-Gi-Oh! GX
- Yu-Gi-Oh! 5D's
- One Piece
- Sonic X
- The Adventures of Tintin
- Dragon Ball Z
- Doraemon
- Generátor Rex
- Naruto
- Ki vagy, Doki?
- Kalandra fel!
- Family Game Night
- BeBoing
- Beyblade: Metal Fusion
- Chowder
- Monster High
- Ben 10: Ultimate Alien
- Bátor, a gyáva kutya
- Mizújs, Scooby-Doo?
- A Garfield-show
- Transformers: Prime
- Ben 10 és az idegen erők
- Bakugan
- Bakugan: Új Vestroia
- Bakugan: Gundáliai megszállók
- Ben 10
- Bolondos dallamok
- Hupikék törpikék
- Scooby-Doo, a kölyökkutya
- Chuck, a dömper kalandjai
- Szezám utca
- Inazuma Eleven
- Jégkorszak
- Geronimo Stilton
- Én kicsi pónim: Varázslatos barátság
- Hero 108
- Pizsamás banánok
- Gumball csodálatos világa
- Lazy Town
- The Avengers: Earth's Mightiest Heroes
- Polly Pocket
- Power Rangers Samurai
- A Penguin's Troubles
- Ben 10: A legnagyobb kihívás
- Dexter laboratóriuma
- Titeuf
- Oggy és a svábbogarak
- Wakfu
- Malcolm in the Middle
- Unnatural History
- Pound Puppies: Kutyakölyköt minden kiskölyöknek!
- Pindur pandúrok
- Powerpuff Girls Z
- Dragon Ball GT
- Digimon
- Sally Bollywood
- Even Stevens
- Beyblade: Metal Masters
- SpongyaBob Kockanadrág
- Alf
- László tábor
- Az osztálytársam egy majom
- Pokémon
- Juniper Lee
- Jewelpet
- Jelszó: Kölök nem dedós
- Angel's Friends
- Fosterék háza képzeletbeli barátoknak
- Parkműsor
- Hi Hi Puffy AmiYumi
- Johnny Bravo
- A dinoszauruszok királya
- Szilveszter és Csőrike kalandjai
- Animánia
- Bratz
- Transformers Animated
- Szombaték titkos világa
- Billy és Mandy kalandjai a kaszással
- Szuperdod kalandjai
- Turpi úrfi
- Boci és Pipi
- Piri, Biri és Bori
- Derek, a fenegyerek
- Saolin leszámolás
- Batman
- Flúgos futam
- Little People – Nagy felfedezések
- Nyomi szerencsétlen utazásai
- Mucha Lucha
- Mit rejt Jimmy koponyája?
- Garfield és barátai
- Casi Ángeles
- Ed, Edd és Eddy
- Maci Laci
- Wallace and Gromit's Cracking Contraptions
- Primeval
- Spiez!
- Star Wars: Padawan bajkeverők
- Taz-mánia
- Pöttöm kalandok
- Tom és Jerry
- Naruto sippúden
- Robin Hood